# 国道368号

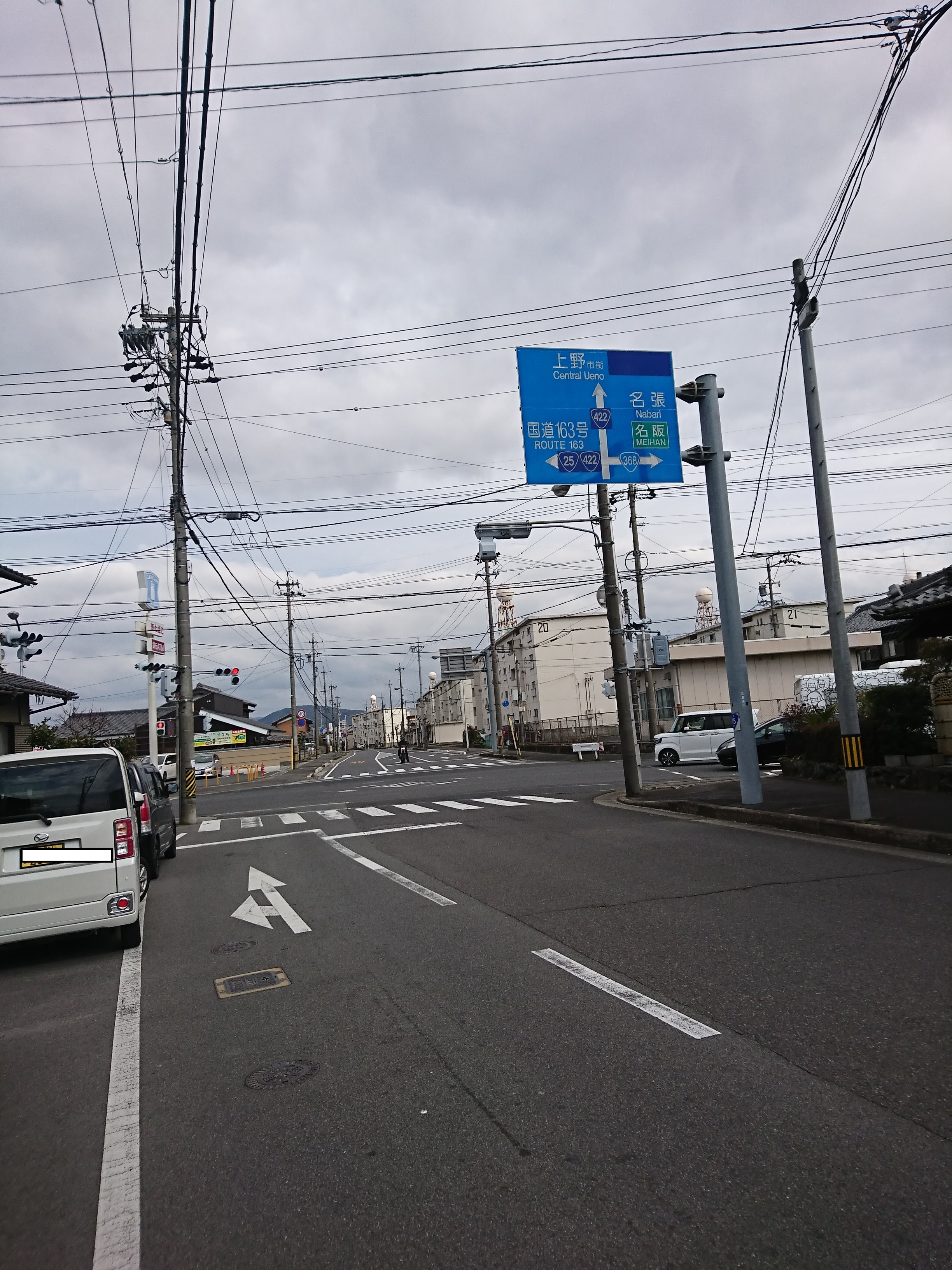
国道368号の起点

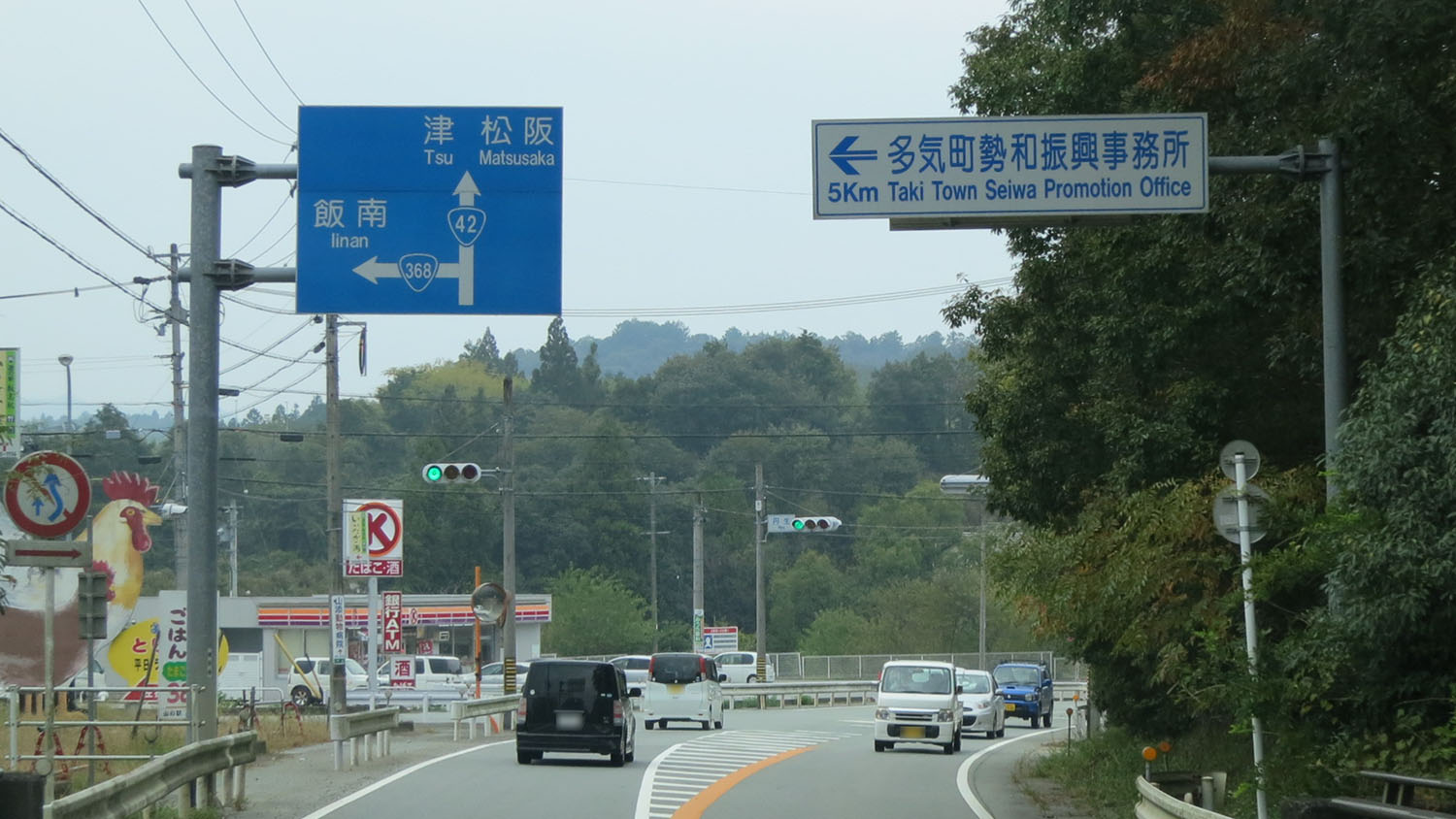
国道368号 終点
三重県多気郡多気町 丹生交差点

国道368号（こくどう368ごう）は、三重県伊賀市から奈良県宇陀郡御杖村を経由して、三重県多気郡多気町に至る一般国道である。

## 概要
三重県内陸部における伊賀地域と松阪地域および、南勢地域を結ぶ一般国道の路線で、国土交通省では同地域間の連絡・交流路として重要な役割を担う路線に位置づけている。起終点はいずれも三重県にあるが、2.7 kmだけ奈良県を通過するため三重県内完結路線ではない。同様の事例として宮城県の国道346号がある。

### 路線データ
一般国道の路線を指定する政令に基づく起終点および重要な経過地は次のとおり。
- 起点：上野市[注釈 3]（八幡交差点 = 国道25号・国道422号交点）
- 終点：三重県多気郡勢和村[注釈 4]（丹生交差点 = 国道42号交点）
- 重要な経過地：名張市、奈良県宇陀郡御杖村、三重県一志郡美杉村[注釈 5]、同県飯南郡飯南町[注釈 6]
- 総延長 : 73.1 km（三重県 70.4 km、奈良県 2.7 km）重用延長を含む[2][注釈 1]
- 重用延長 : 1.8 km（三重県 1.8 km、奈良県 - km）[2][注釈 1]
- 未供用延長 : なし[2][注釈 1]
- 実延長 : 71.3 km（三重県 68.6 km、奈良県 2.7 km）[2][注釈 1]
  - 現道 : 70.8 km（三重県 68.1 km、奈良県 2.7 km）[2][注釈 1]
  - 旧道 : 0.5 km（三重県 0.5 km、奈良県 - km）[2][注釈 1]
  - 新道 : なし[2][注釈 1]
- 指定区間：なし[4]

## 歴史
- 1975年（昭和50年）4月1日 - 一般国道368号（上野市[注釈 3] - 三重県多気郡勢和村[注釈 4]）として指定施行[5]。
- 2021年（令和3年）6月30日 - 多気郡多気町色太地内の道路改良工事（200  m）が完成[6]。

## 路線状況

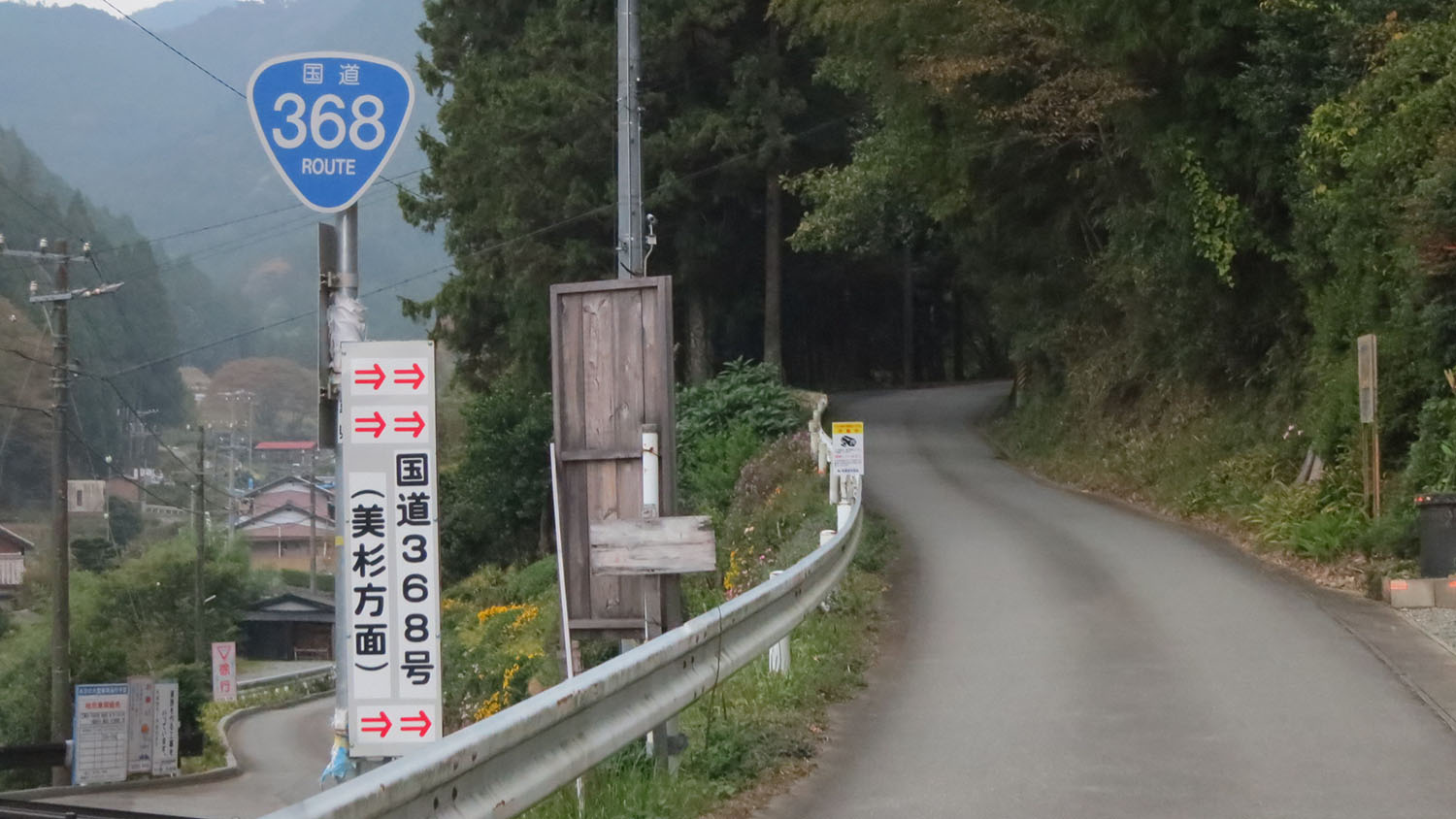
三重県松阪市飯南町
仁柿峠（酷道区間）の入り口

三重県における重要な交通路の一つに位置づけられているが、伊賀地域と松阪地域間の仁柿峠（にがきとうげ、北緯34度29分25秒 東経136度20分16秒 / 北緯34.49040度 東経136.33779度）には、いわゆる「酷道」の区間が約5 kmにわたり存在する。道の駅美杉側から仁柿峠へ向かった先には、道路幅員減少に伴う大型車通行止めの注意喚起看板が設置されている。仁柿峠区間では、林の中の通る道路の幅員は狭く、場所により谷側のガードレールが設置されていないところもある。2034年（令和16年）度には、仁柿峠の酷道区間を迂回する仁柿峠バイパスが供用開始する予定となっている。仁柿峠から北方の名張側は、2車線の快走路が延びている。

### 別名
- 名張街道
- 伊勢本街道
- 和歌山街道

### バイパス
- 三重県
  - 上野名張バイパス（伊賀市 - 名張市）
  - 比奈知バイパス

延長6.580 m、幅員8.0 m - 9.0 m、道路構造令第3種3級のバイパス。比奈知ダムの建設により水没するため、付け替えのために1987年（昭和62年）12月事業化。1991年（平成3年）12月一部供用開始、1996年（平成8年）3月全線供用開始[9]。
- 奈良県
  - 小屋道路

奈良県宇陀郡御杖村神末から三重県津市美杉町杉平に至る延長1,110 m、幅員11.0 mのバイパス。2007年（平成19年）11月14日13時供用開始[10][11]。
- 三重県
  - 仁柿峠バイパス（事業中）

三重県松阪市飯南町峠から同県同市飯南町上仁柿に至る、延長3,920 m、幅員7.0 mを予定しているバイパス。現道は幅員狭小・急カーブ・急勾配が連続するために普通車でも対向困難なため、1990年度（平成2年度）に事業化、1997年度（平成9年度）に終点側380 mが供用されており、2021年度（令和3年度）の予定では2033年（令和15年）度事業完了、2034年（令和16年）度供用開始見込み[7][12]。

### 重複区間
- 国道422号（三重県名張市蔵持町原出・蔵持町原出交差点 - 津市美杉町上多気・上多気交差点）
- 国道369号（奈良県宇陀郡御杖村大字神末・敷津交差点 - 三重県松阪市飯南町粥見・粥見赤滝交差点）
- 国道166号（三重県松阪市飯南町粥見・粥見赤滝交差点 - 松阪市飯南町粥見・粥見井尻交差点）

### 道路施設

#### 橋梁
- 三重県
  - 久米橋（久米川、伊賀市）
  - 大内橋（木津川、伊賀市）
  - 美野原橋（小波田川・奈良県道・三重県道782号上笠間八幡名張線、名張市）
  - 桔梗が丘跨線橋（近鉄大阪線、名張市）
  - 一号橋（シャックリ川、名張市）
  - 布瀬橋（名張川、名張市）

#### トンネル
- 三重県
  - 下比奈知トンネル：延長218 m、1988年（昭和63年）竣工、名張市
  - 上比奈知トンネル：延長358 m、1990年（平成2年）竣工、名張市
  - 飼坂トンネル：延長700 m、1989年（平成元年年）竣工、津市

#### 道の駅
- 奈良県
  - 伊勢本街道 御杖（宇陀郡御杖村）
- 三重県
  - 美杉（津市）
  - 茶倉駅（松阪市、国道166号重複区間内）

## 地理

### 通過する自治体
- 三重県
  - 伊賀市 - 名張市 - 津市
- 奈良県
  - 宇陀郡御杖村
- 三重県
  - 津市 - 松阪市 - 多気郡多気町

### 交差する道路
| 交差する道路                                                        | 都道府県名 | 市町村名 | 市町村名 | 交差する場所 | 交差する場所             |
| ------------------------------------------------------------------- | ---------- | -------- | -------- | ------------ | ------------------------ |
| 国道25号 国道422号                                                  | 三重県     | 伊賀市   | 伊賀市   | 八幡町       | 八幡交差点 / 起点        |
| 国道25号 / E25 名阪国道                                             | 三重県     | 伊賀市   | 伊賀市   | 守田町       | 上野IC交差点 16 上野IC   |
| 三重県道687号治田山出線 三重県道688号依那具山出線                   | 三重県     | 伊賀市   | 伊賀市   | 山出         | 山出交差点               |
| 三重県道686号上野島ヶ原線                                           | 三重県     | 伊賀市   | 伊賀市   | 菖蒲池       | [ 注釈 7 ]               |
| 伊賀コリドール 重複区間起点                                         | 三重県     | 伊賀市   | 伊賀市   | 安場         | 安場交差点               |
| 奈良県道・三重県道782号上笠間八幡名張線 伊賀コリドール 重複区間終点 | 三重県     | 名張市   | 名張市   | 西田原       | 美野原橋南詰交差点       |
| 奈良県道・三重県道785号山添桔梗が丘線 重複区間起点                  | 三重県     | 名張市   | 名張市   | 八幡         | 八幡工業団地1交差点      |
| 奈良県道・三重県道785号山添桔梗が丘線 重複区間終点                  | 三重県     | 名張市   | 名張市   | 蔵持町里     | 里交差点                 |
| 三重県道57号上野名張線                                              | 三重県     | 名張市   | 名張市   | 蔵持町里     | 里2交差点                |
| 国道165号 国道422号 重複区間起点                                    | 三重県     | 名張市   | 名張市   | 蔵持町原出   | 蔵持町原出交差点         |
| 三重県道691号名張青山線                                             | 三重県     | 名張市   | 名張市   | 下比奈知     | 下比奈知トンネル南交差点 |
| 三重県道693号蔵持霧生線 重複区間起点                                | 三重県     | 名張市   | 名張市   | 長瀬         |                          |
| 三重県道693号蔵持霧生線 重複区間終点                                | 三重県     | 名張市   | 名張市   | 長瀬         |                          |
| 三重県道667号太郎生伊勢八知停車場線                                 | 三重県     | 津市     | 津市     | 美杉町太郎生 | 中太郎生交差点           |
| 国道369号 重複区間起点                                              | 奈良県     | 宇陀郡   | 御杖村   | 大字神末     | 敷津交差点               |
| 三重県道695号奥津飯高線                                             | 三重県     | 津市     | 津市     | 美杉町奥津   |                          |
| 三重県道15号久居美杉線                                              | 三重県     | 津市     | 津市     | 美杉町奥津   | 奥津交差点               |
| 国道422号 重複区間終点 三重県道30号嬉野美杉線                       | 三重県     | 津市     | 津市     | 美杉町上多気 | 上多気                   |
| 国道166号 重複区間起点 国道369号 重複区間終点                       | 三重県     | 松阪市   | 松阪市   | 飯南町粥見   | 粥見赤滝交差点           |
| 三重県道745号片野飯高線                                             | 三重県     | 松阪市   | 松阪市   | 飯南町粥見   |                          |
| 国道166号 重複区間終点                                              | 三重県     | 松阪市   | 松阪市   | 飯南町粥見   | 粥見井尻交差点           |
| 三重県道745号片野飯高線                                             | 三重県     | 松阪市   | 松阪市   | 飯南町向粥見 |                          |
| 三重県道429号佐原勢和松阪線 重複区間起点 三重県道704号朝柄小片野線  | 三重県     | 多気郡   | 多気町   | 朝柄         | 朝柄交差点               |
| 三重県道429号佐原勢和松阪線 重複区間終点                            | 三重県     | 多気郡   | 多気町   | 朝柄         |                          |
| 三重県道421号勢和兄国松阪線                                         | 三重県     | 多気郡   | 多気町   | 古江         | 古江交差点               |
| 国道42号                                                            | 三重県     | 多気郡   | 多気町   | 丹生         | 丹生交差点 / 終点        |

### 交差する鉄道
- 近鉄大阪線
- 名松線
- 紀勢本線

### 峠
- 三重県
  - 桜峠（松阪市 - 多気郡多気町）

## ギャラリー

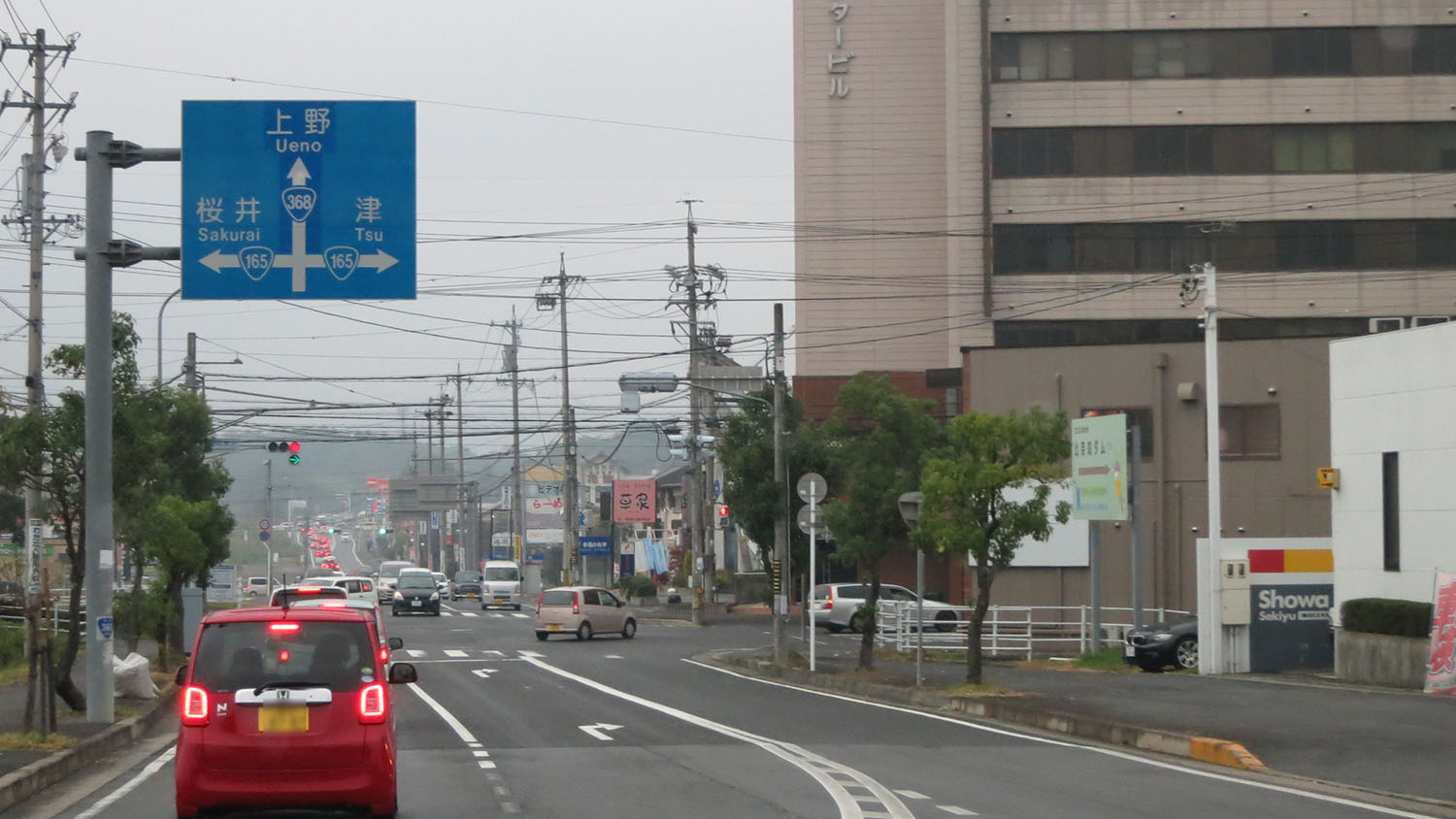
国道165号との交差 三重県名張市蔵持町
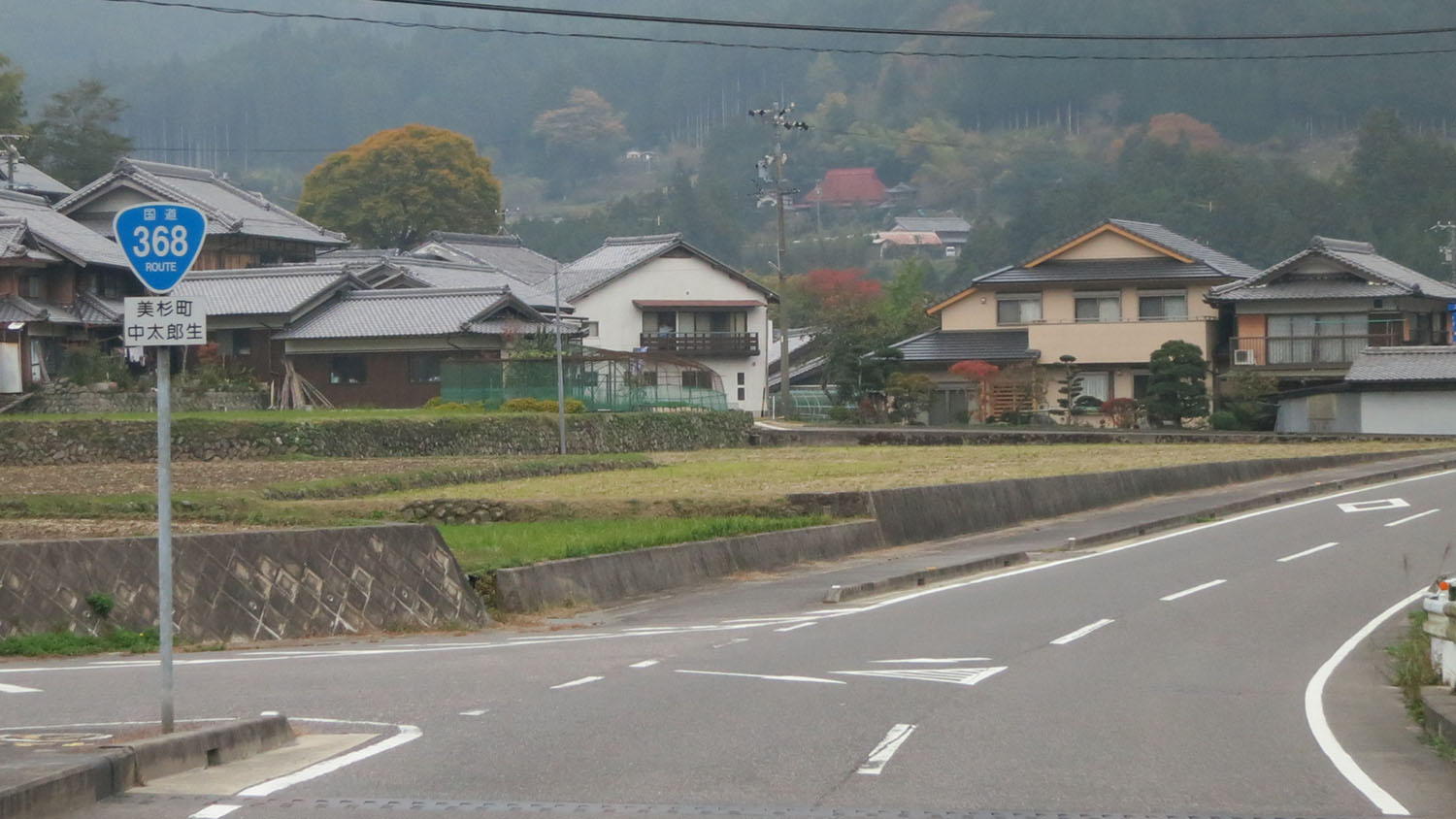
三重県津市美杉町太郎生
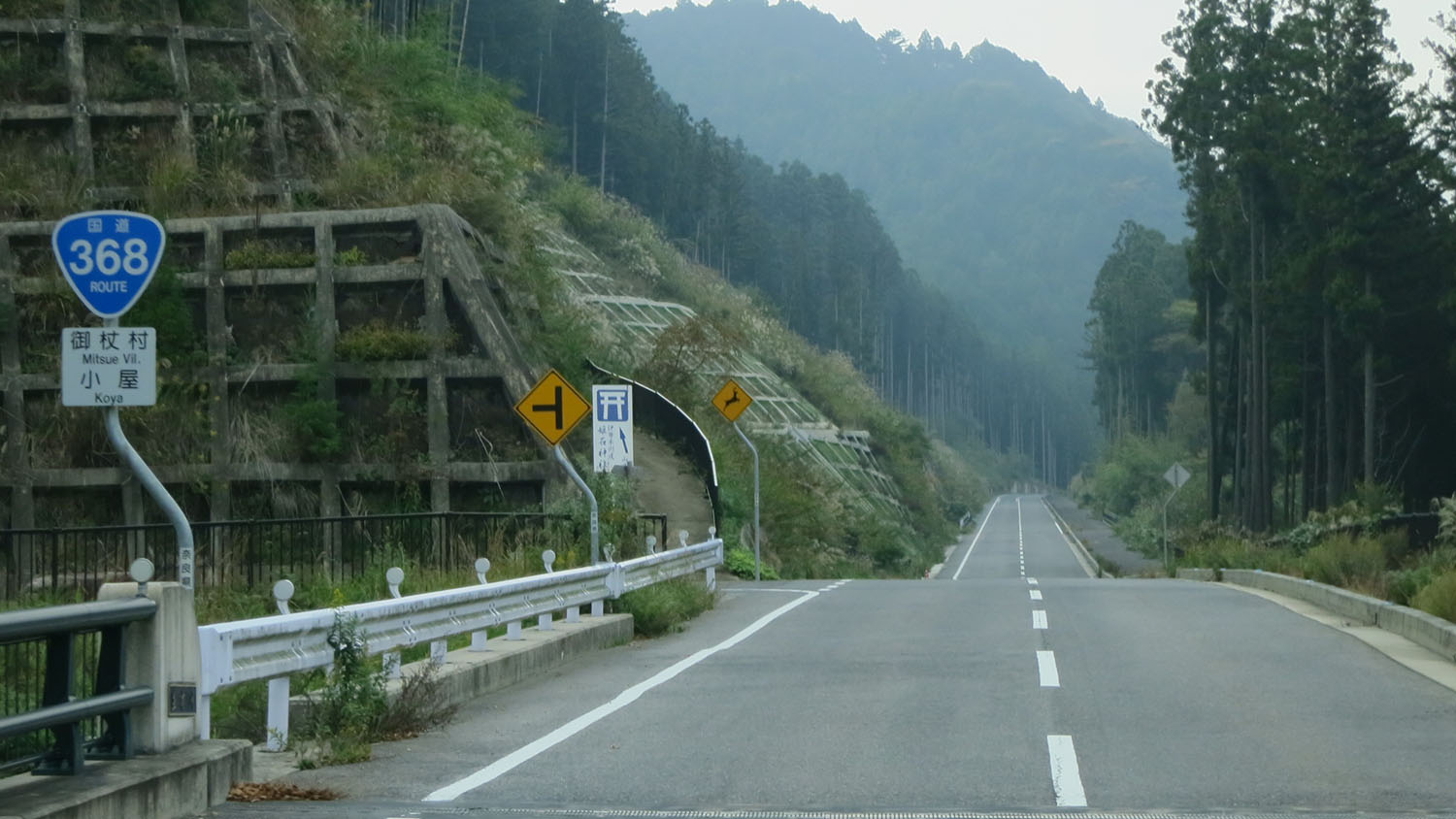
奈良県宇陀郡御杖村